# 京劇

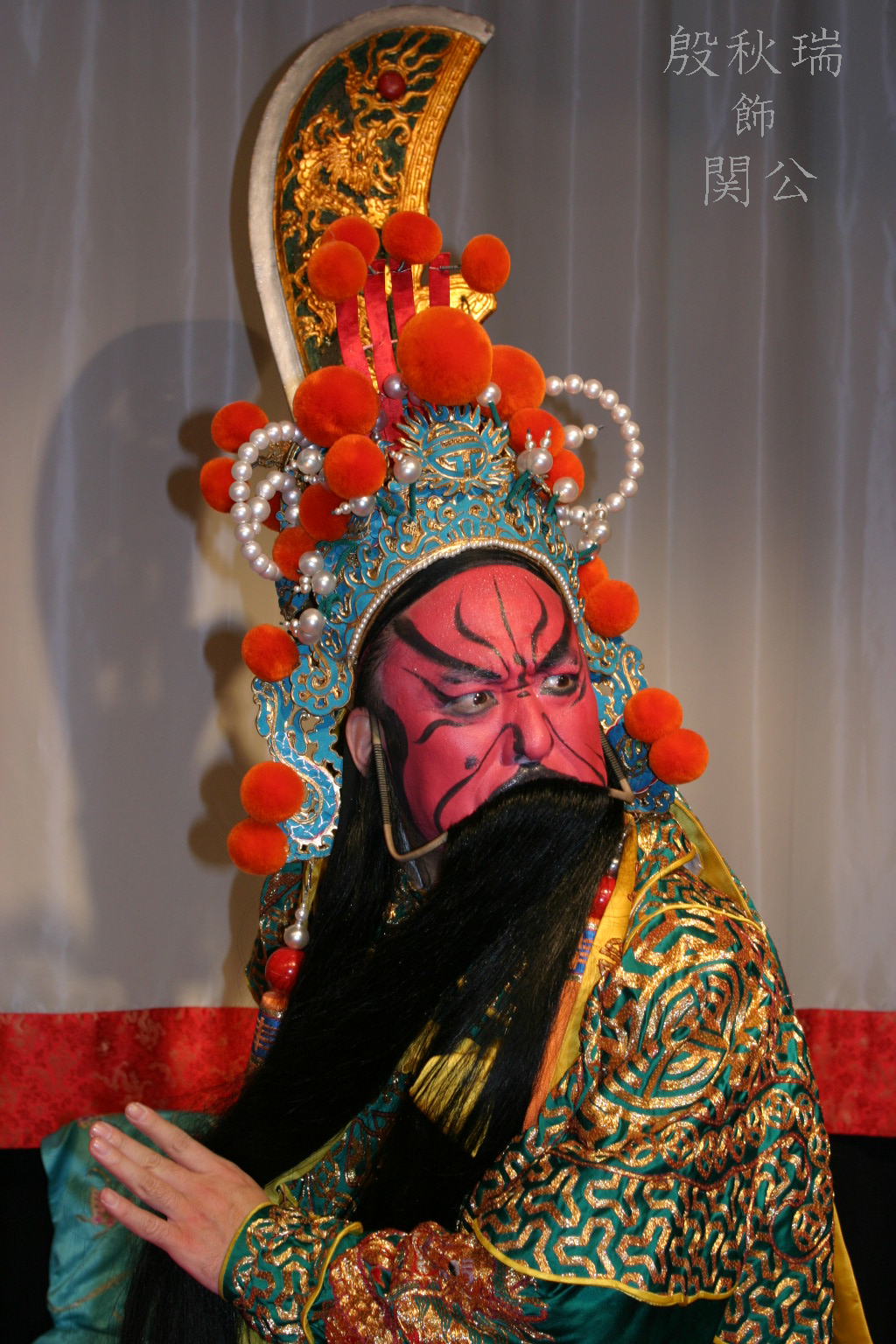
青龍偃月刀をもつ関羽（役柄は紅生。俳優は殷秋瑞）

京劇（きょうげき、けいげき、拼音: Jīng jù ジンジュウ）は、中国の伝統的な古典演劇でもある戯曲（歌劇の一種のこと）の一つ。
清代に安徽省で発祥し北京を中心に発展したので京の名が付き、主に北京と上海の二流派がある。唱腔は板腔体を基本とし、声腔は西皮と二黄を主要なものとする。このため京劇に代表される西皮と二黄を総称して皮黄腔ということがある。
京劇においても女形が存在するが、昔は「伝男不伝女」といって女は嫁ぐので自分の家の妙技を盗むのではないかと恐れ女が参加することは禁じられていた。現在ではその役を主に女優が演じている。

## 京劇の歴史

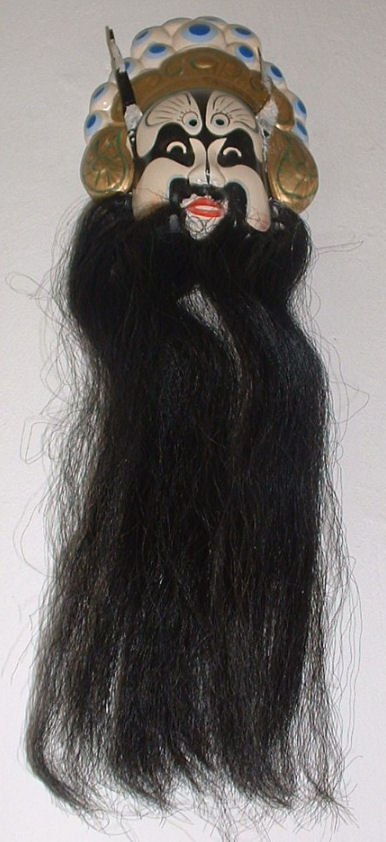
京劇における臉譜（隈取）の例

清の乾隆55年（1790年）、中国南方の4つの徽劇班「三慶班」「四喜班」「和春班」「春台班」（四大徽班）陸続と北京に来訪。まず「二黄」声腔を持ち味とする「三慶班」が北京で人気を博し、それに続いて「四喜班」「和春班」「春台班」が北京に進出した。北京には「秦腔」という演劇があったが安徽省の劇団に人気を奪われる形となり、両者の融合が自然と行われた。
道光8年（1828年）前後、湖北劇団が北京に進出し漢調（楚調・西皮調）を特色とした演劇は安徽省発祥の劇団にも影響を与え、独自の演劇へと発展して行った。このように北京の外の劇団が担ってきた北京の演劇であり上演は南方方言で行われてきたが、北京での人気を得るに従い北京語での演劇の需要が高まり、北京語での演劇が考案、上演されるようになった。この時代には道光時代鼎甲と呼ばれる3人に名優の程長庚・張二奎・余三勝が活躍した。
その後は太平天国の乱などで南方の政情が不安になると南方の劇団が北京に集まり、さらに西太后の手厚い庇護を受け北京独自の演劇として一層の発展、熟成がなされた。この時代には同治帝・光緒帝の2帝の治世の当たり「同光十三絶」と称される13人の名優、すなわち郝蘭田・張勝奎・梅巧玲・劉趕三・余紫雲・程長庚・徐小香・時小福・楊鳴玉・盧勝奎・朱蓮芬・譚鑫培・楊月楼の13人が大いに京劇を盛り上げた。
清末になると、「四大名旦（4大名女形）」と呼ばれた梅蘭芳・程硯秋・尚小雲・荀慧生の4人の俳優が上海での近代演劇を取り入れた演劇に触発されながら、京劇に一層の洗練がなされた。この4人は独自の流派を作るほど、京劇に革命をもたらした。また梅蘭芳は初めて京劇の海外公演を日本で行った。
近代において一番京劇に悪影響を与えたのが文化大革命による弾圧で幹部俳優が排斥されたり、古典劇の上演が禁止されるなど停滞した。この弾圧は江青が現代劇の俳優出身で、京劇を目の敵にしていた事が原因と言われる。その後、中国の伝統文化として見直され「国劇」と呼ばれるように至った。
1990年には「京劇200年」を祝す演劇祭が北京で各地の劇団を招いて開催され、2010年には、ユネスコの無形文化遺産に登録された。

## 主な四つのキャラクター（役柄）
これらの行当hangdang（役柄）は、声や身分、性格、年齢によって区別できる。

### 生（Shēng、ション）

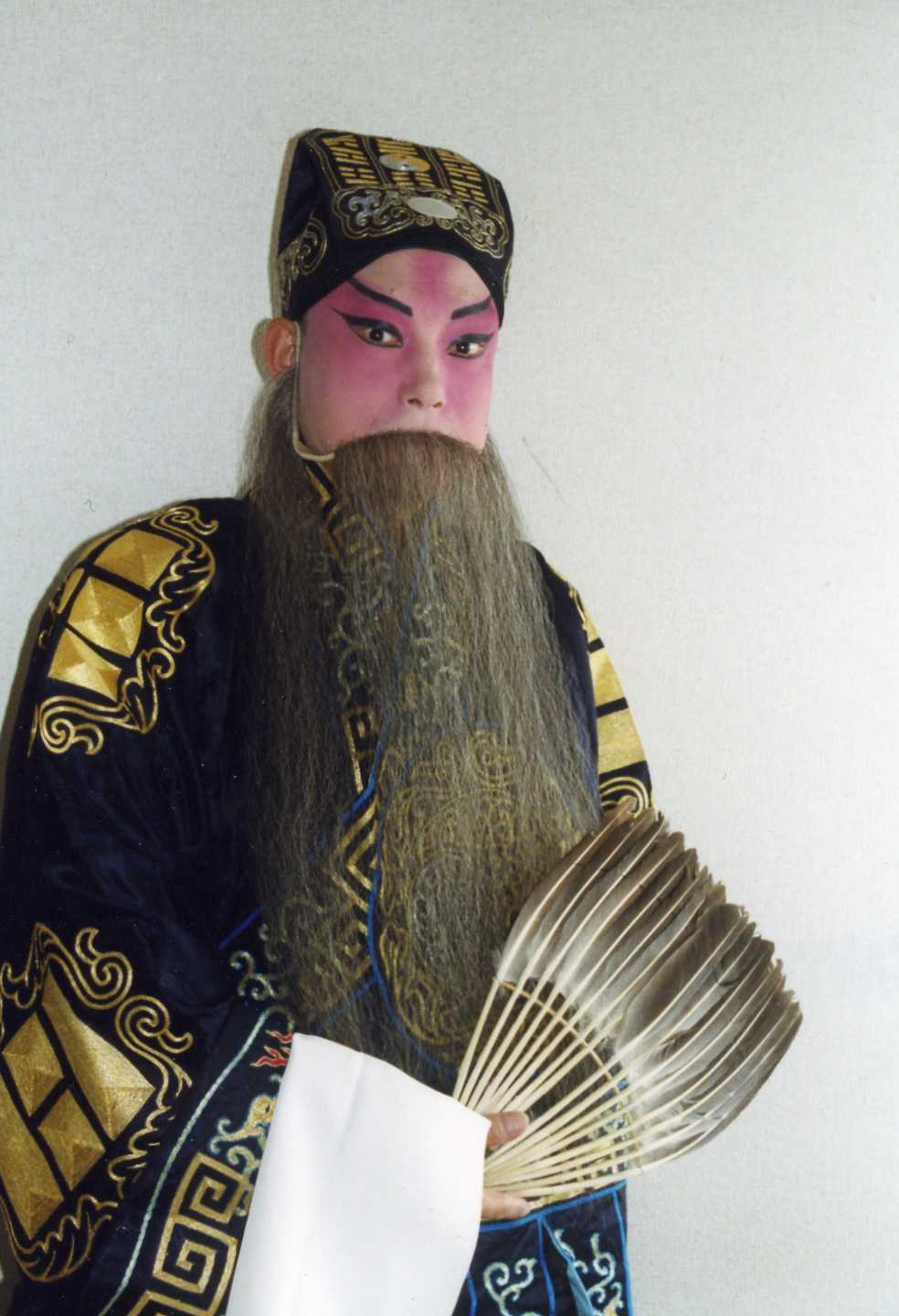
老生の一例。諸葛孔明（俳優は魯大鳴）

主に男性の役。劇の種類によって、さまざまな種類があるが、主なものは以下のとおり。俊扮(junbang)という化粧をしている。
- 老生（ラオション）：帝王、文官など善良な中高年の男性[5]。付けひげを着け、このひげの色（黒・灰色・白）で年齢を表す。現代京劇では、須生ともいう。
- 武生（ウーション）：基本的に、セリフは少なく、アクション（立ち回り）を専門とする男性[5]。長靠武生と短打武生に分かれる。
  - 長靠武生（チャンカオウーション）：鎧を着、背には旗（軍隊を表す）を挿し、激しい立ち回りを演じる[7]。一般には、将軍役など武術に優れた人物を演じる。
  - 短打武生（ドゥアンダーウーション）：比較的軽装をしている[7]。誰の支配も受けない英雄が多い。
- 小生（シャオション）：若い男性。色男役[5]。ひげはつけない。1つの演目に1人しか登場しないという決まりがあり、「二喬」（後述）のように色男役が複数登場する演目では武生も色男を演じることになる。窮生・扇子生・紗帽生・翎子生・娃娃生などがいる。
  - 窮生：貧乏な学生か落ちぶれた若い役人が多い。
  - 扇子生（シャンザション）：扇子を持って登場する文弱な知識人[7]。若い男性。扇子を持つことで様々な内面感情を表現できる。
  - 紗帽生（シャーマオション）：役人など[7]。紗帽という帽子をかぶって登場する若い男性。
  - 雉尾生（ジーウェイション）：翎子という被り物に雉の尾でできた飾りがついている武将[7]。翎子は戦を指揮する第一人者であることを示す。
  - 娃娃生（ワーワーション）：いわゆる子役。少年や子供を演じる[5]。
- 紅生（ホンション）：関羽[5]。

### 旦（Dàn、ダン）

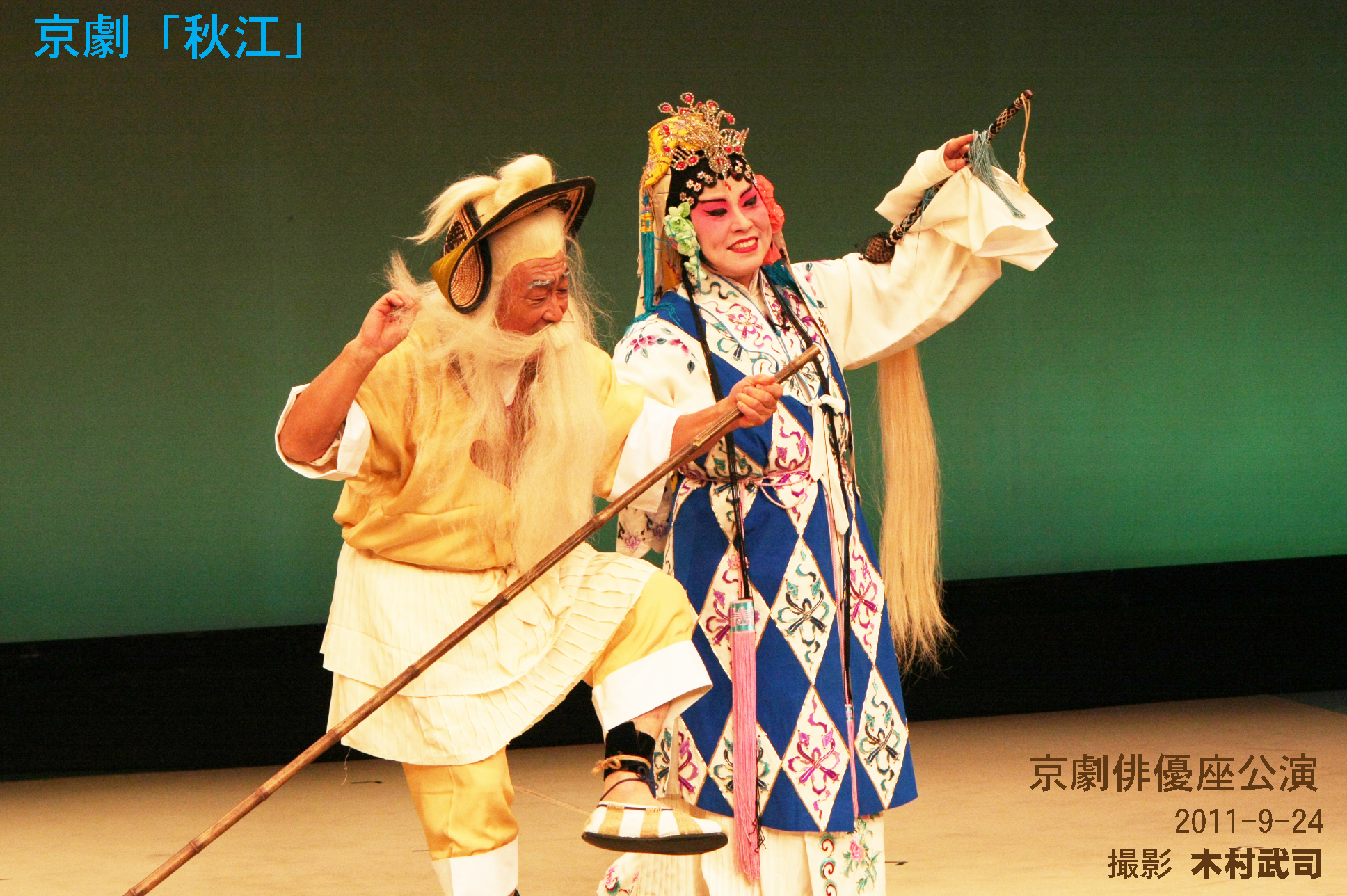
京劇「秋江」。船頭（文丑）と尼僧（花旦）。撮影：木村武司

女性の役。俊扮(junbang)という化粧をしている。
- 老旦（ラオダン）：老女[8]。しわがれた声でセリフを言う。
- 青衣（チンイー）：しとやかな女性[5]。年齢の差が一番大きいのがこの役柄。
- 花旦（ホァダン）：潑剌とした若い少女、または性悪な女性[8]。
- 武旦（ウーダン）：アクション（立ち回り）を専門とする女性[8]。短打武生と同じように比較的軽装で英雄や武術に長けている役柄[7]。
- 彩旦（ツァイダン）：明るく面白い女性、やり手の女性。丑役の女性版[8]。
- 刀馬旦（ダオマーダン）：戦を率いる女の武将。長靠武生と同じように鎧を着、背中に旗を挿している[7]。男とは違い美しさを出すため真ん中に丸いリボンが付いている。

### 浄（Jìng、ジン）
主に、大柄な男性の役。別名「大花臉」。臉譜という化粧をする。横暴な性格な人もいる。
- 文浄（ウェンジン）：大人しく主に歌をメインにする男性役。地位が高い人が多い。銅錘花臉は文浄の一種で皇上からもらった銅錘を持っていることに由来する。二進宮の徐延昭などがこれにあたる。正浄とも。
- 武浄（ウージン）：武術に長けた男性の役[9]。架子花臉はその中の一種でユーモアのある役柄。副浄とも。

### 丑（Chǒu、チョウ）

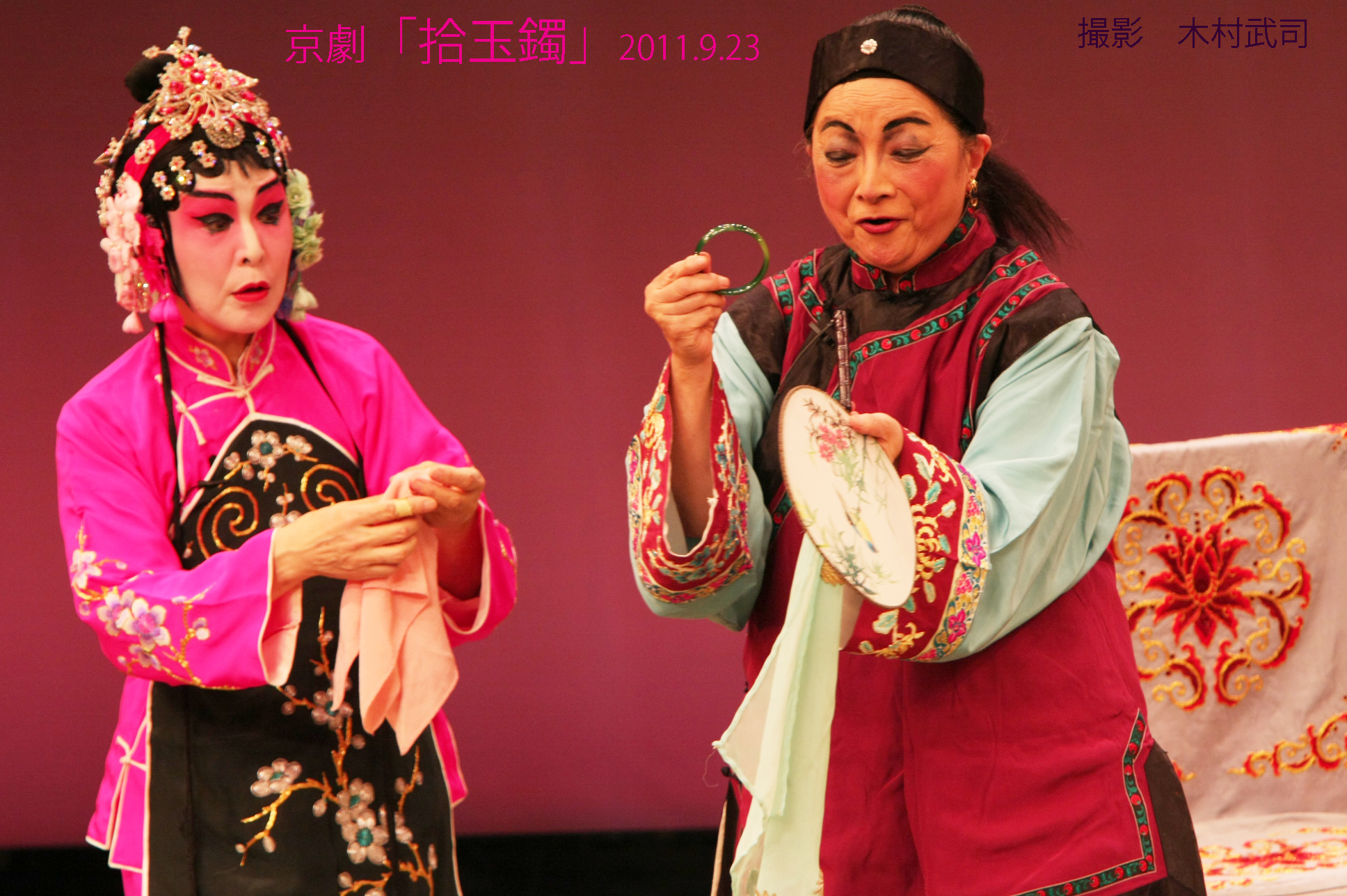
京劇「拾玉鐲」。花旦と彩丑。撮影：木村武司

道化役。顔の鼻から目元までを白く塗る豆腐塊という化粧が特徴。京劇の祖といわれている唐の玄宗にちなみ、基本的に劇団長が演じる。また、セリフも一般的な口語体でのセリフとなる。地域を表すためにこの役柄だけが方言を使うことが許されている。また、小花臉とも言われる。客の笑いを取り「无丑不成戯」（丑がいなかったら演目が成り立たない）という言葉まである。
- 文丑（ウェンチョウ）：ユーモラスのある人物や、頭が悪かったり、不細工だったり、だらしなかったりする役柄[8]。セリフや歌、踊りがメイン。文官や学生などが多い。
- 武丑（ウーチョウ）：戦いがメイン[8]。地位は低いが、それなりの武術の使い手の男性の役。水滸伝の時遷などがこれにあたる。
- 彩丑（ツァイチョウ）：主に、年老いた女性の役。老旦とは違い、ユーモアがあるおばさんや、不細工な人、意地悪な人を演じる。男が演じるが男旦とは言わない[10]。彩旦とも。

## 主な道具
- 棹（さお）：船に乗っている状態を表す。
- 靠旗：武将の背中に挿す。1本で4騎の軍勢を表し、最大4本で16騎。
- 馬鞭：俳優が鞭を手にすると、ウマやロバなどに騎乗した状態であることを表す[11]。鞭の色は毛並みの色を示す。鞭の房(ふさ)の数が3本なら「文」の人物、5本なら「武」の人物であることを示す[11]。
- 払子（ほっす）：持っている人物が神仙・僧侶・尼僧など宗教関係者であることを示す（「秋江」の写真参照）。皇族に仕える力士というくらいの人も持っている。

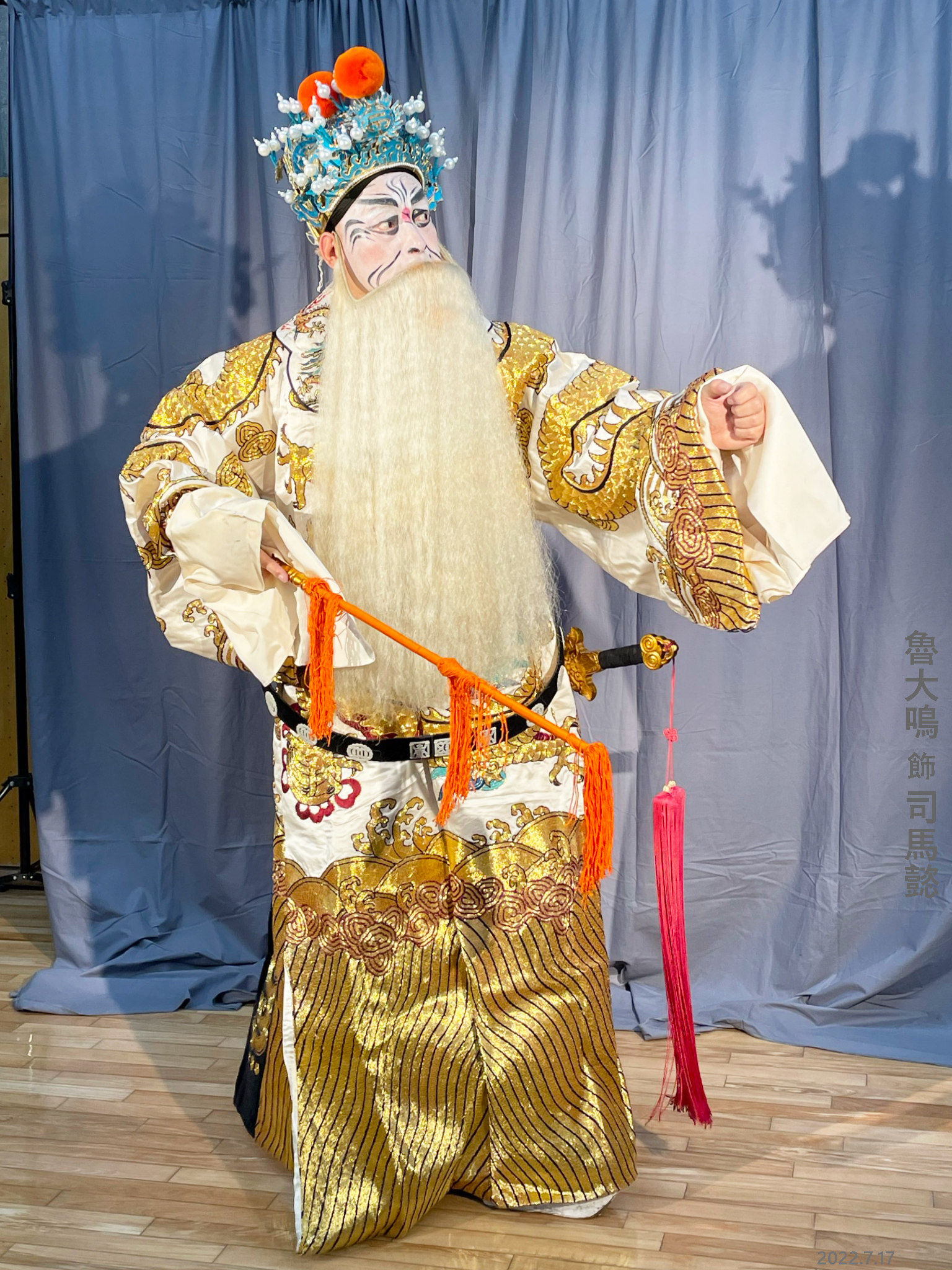
鞭を手にした司馬懿。3本の房は「文」の人物であることを示す[11]。
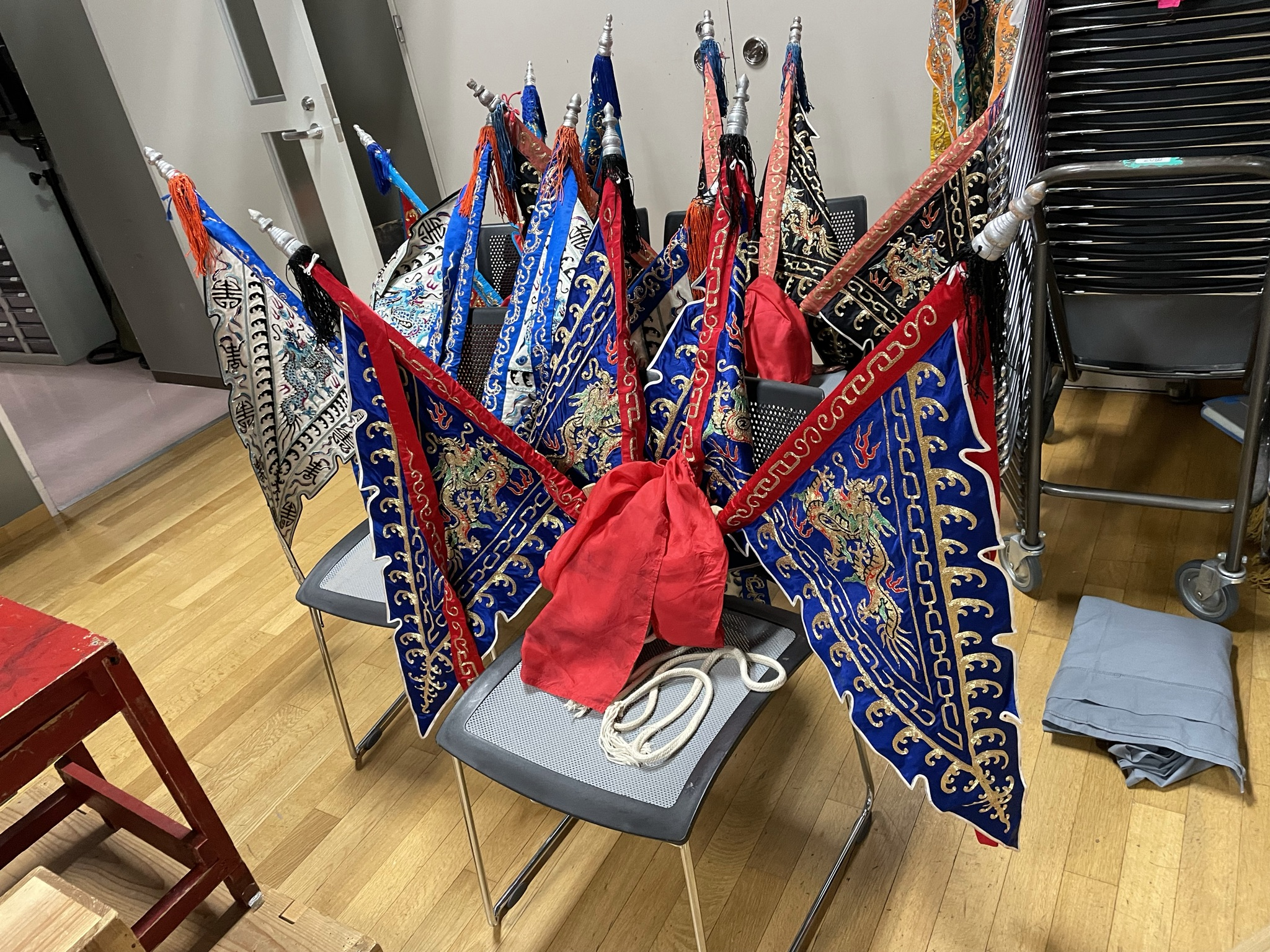
武将の背中の靠旗
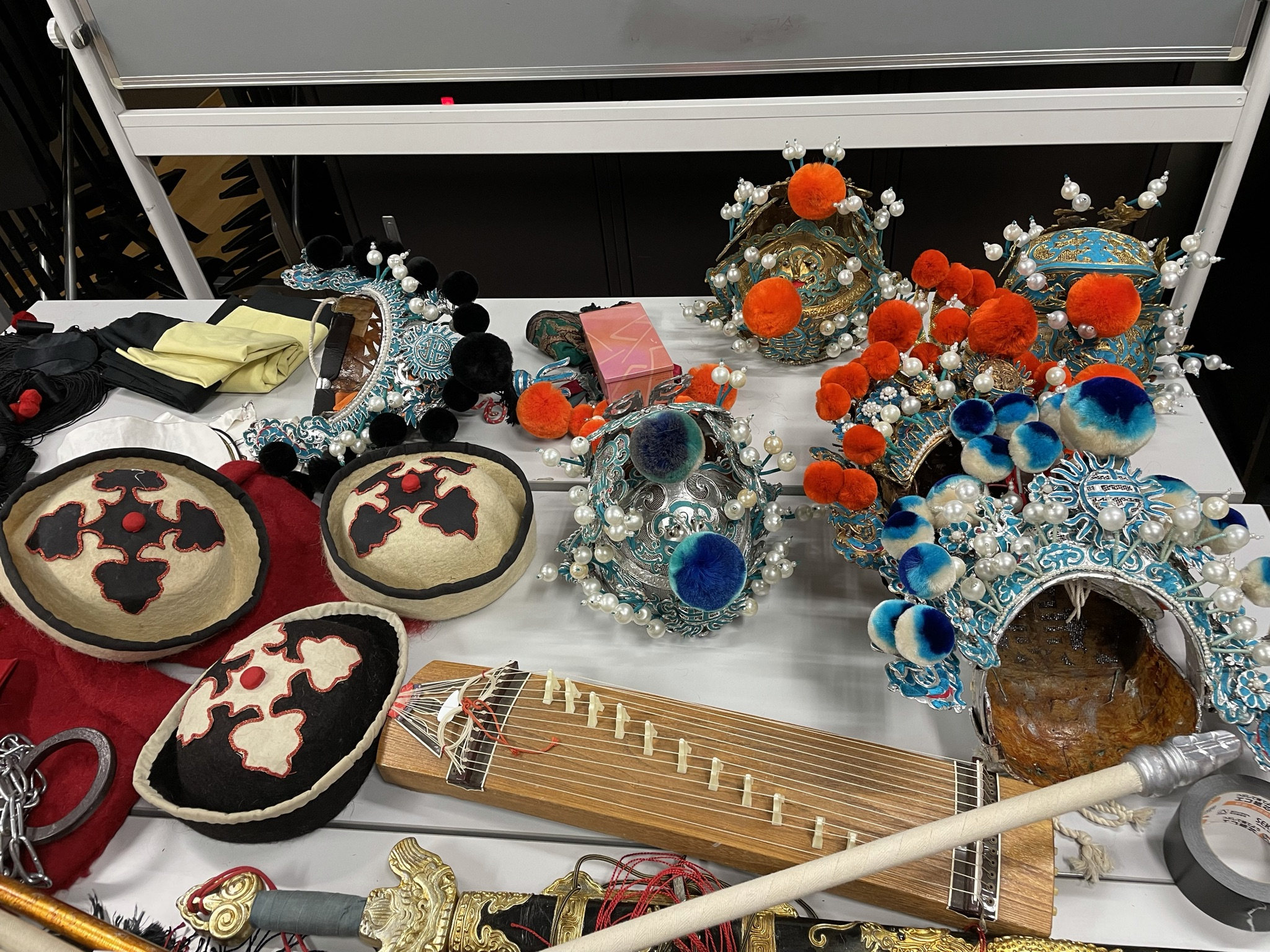
かぶりものや小道具
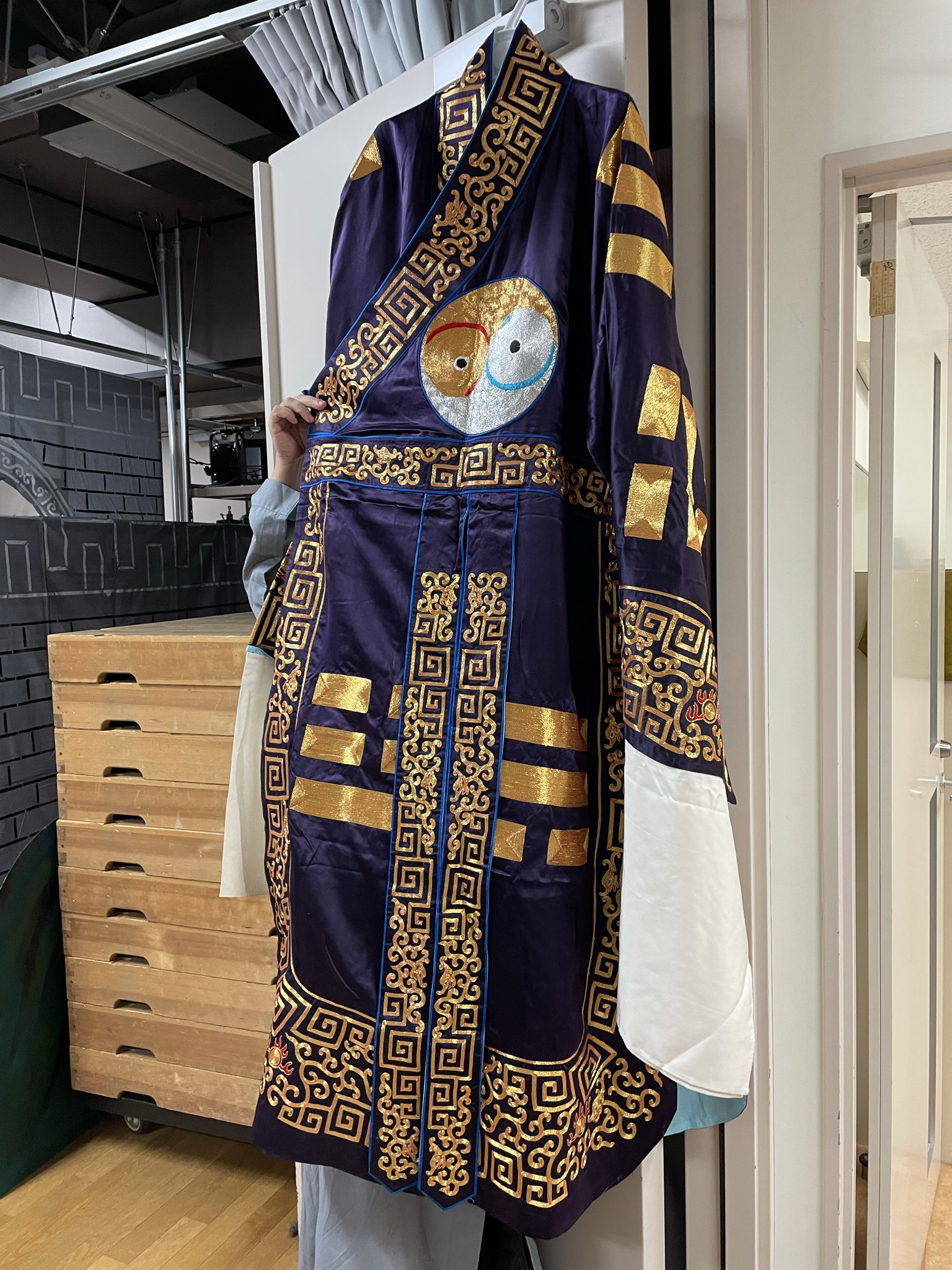
諸葛孔明の衣装
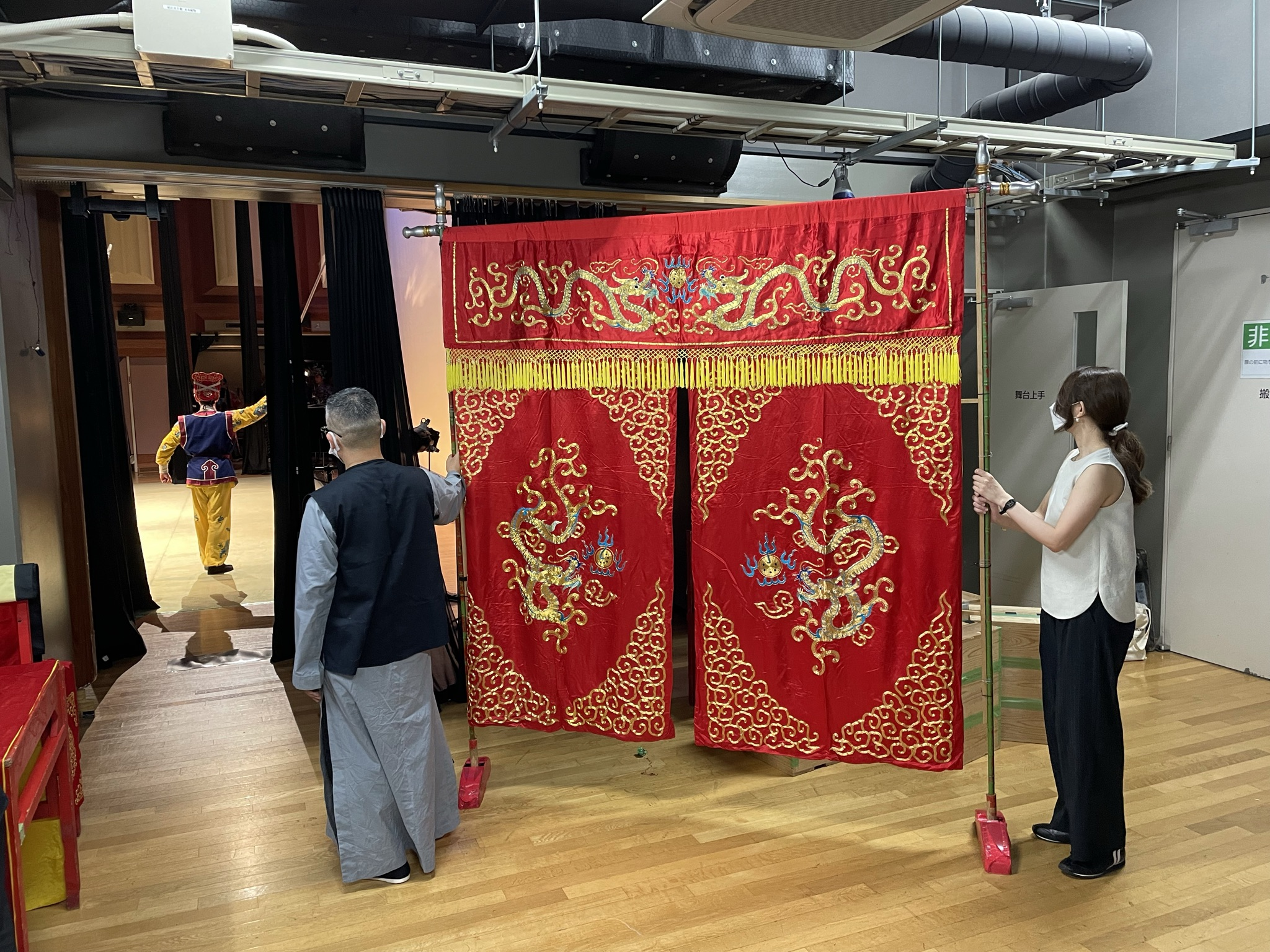
とばり

## 楽器
- 二胡
- 京胡
- 月琴
- 銅鑼・大鑼小鑼
- 打鼓
- 小鼓・単皮鼓
- 嗩吶
- 哨
- 三弦
- 鐃
- 鈸

## 主な演目

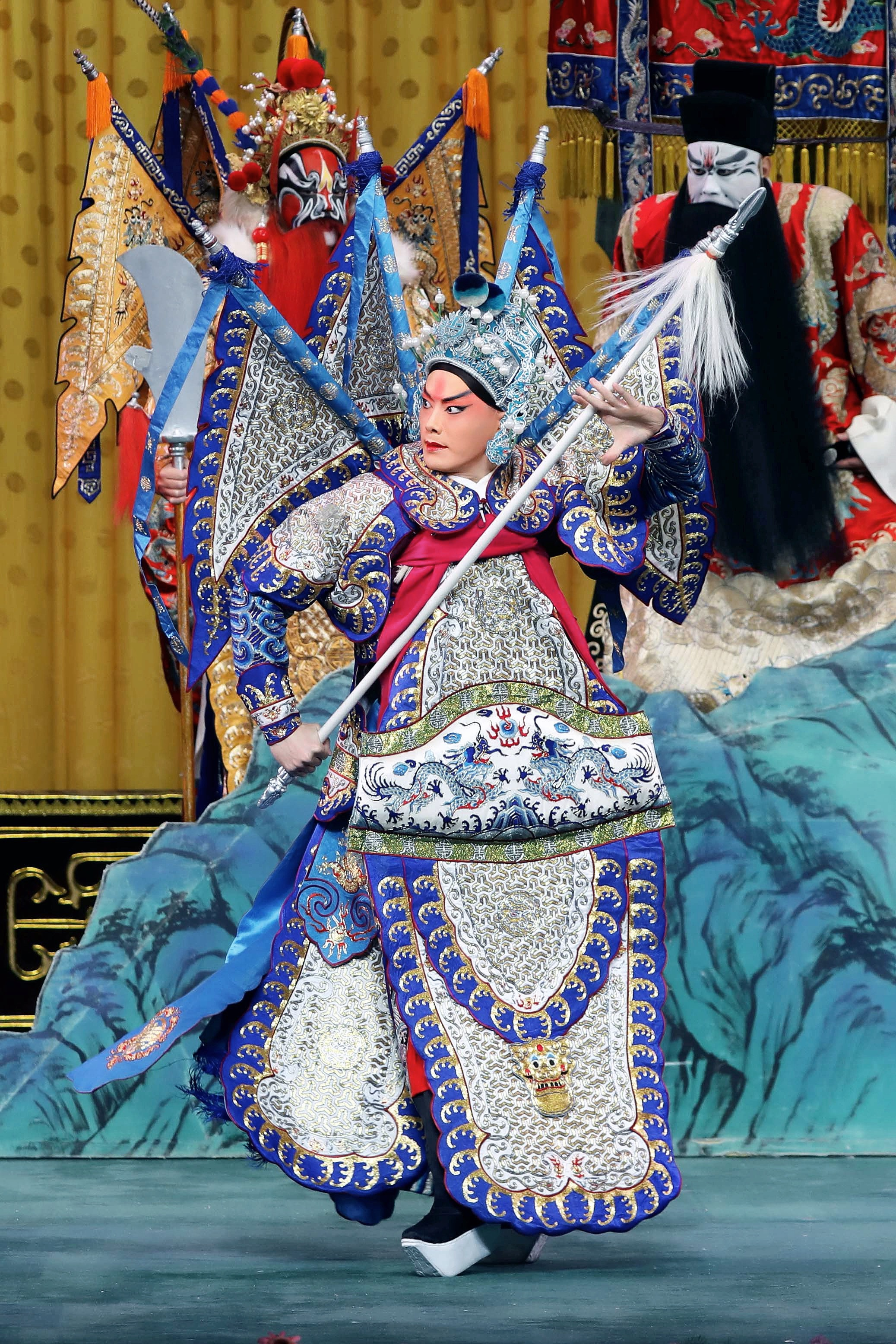
長坂坡

### 三国志演義
三国志演義を題材にした演目。
- 虎牢関：呂布と劉備・関羽・張飛との争いを演じた物。
- 呂布と貂蝉：呂布が貂蝉に籠絡されて董卓を殺害する一連の事件を演じた物。
- 二喬：孫策と周瑜が美人姉妹の大喬・小喬を娶る話を演じた物。
- 長坂坡：趙雲が単騎で曹操の大軍の中を駆け、阿斗を救う話を演じた物[12]。
- 漢津口：関羽が曹操軍と対峙する話を演じた物。長坂坡とセットで上演されることが多い[13]。
- 群英会：赤壁の戦いを演じた物[14]。
- 空城計：諸葛亮と司馬懿の戦いを演じた物[15]。
- 花関索伝：関羽の息子の関索を演じた物。
- 打鼓罵曹：禰衡が曹操を痛罵する様を演じた物。
- 戦馬超：馬超と張飛の昼夜にわたる一騎討ちを演じた物。
- 龍鳳呈祥：劉備と孫尚香の婚姻話を演じた物[注 1]。

### 西遊記
西遊記を題材にした演目。

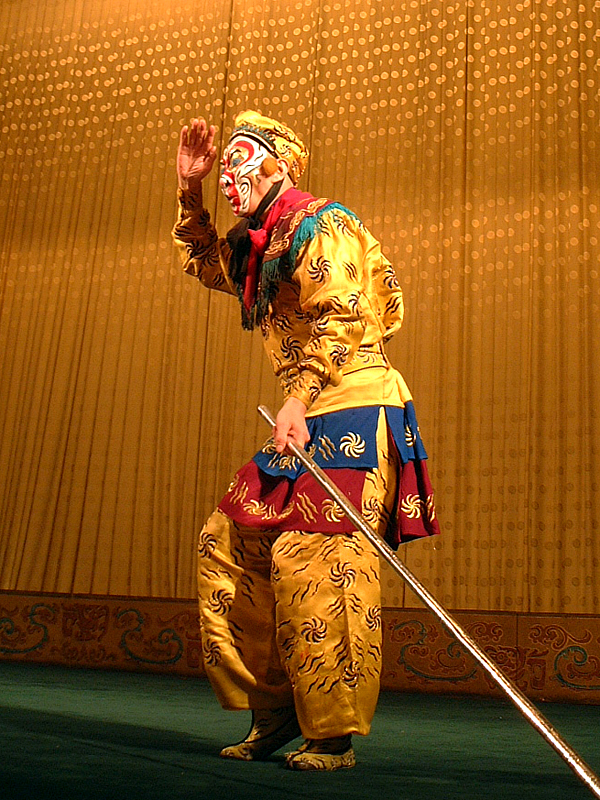
西遊記の孫悟空

- 鬧龍宮：孫悟空が龍宮を訪れ、如意棒を手にするまでの話。
- 大鬧天宮：孫悟空が天界で暴れた顛末を演じた物。
- 鬧地府
- 三打白骨精：天竺に向かう三蔵法師一向が、変化を得意とする妖怪白骨精と戦う話。
- 三打陶三春
- 十八羅漢収大鵬
- 泗州城
- 五百年後的孫悟空
- 十八羅漢闘孫悟空
- 真假美猴王
- 火焔山
- 戯八戒
- 盤絲洞
- 無底洞
- 金銭豹
- 高老荘
- 火雲洞

### 水滸伝

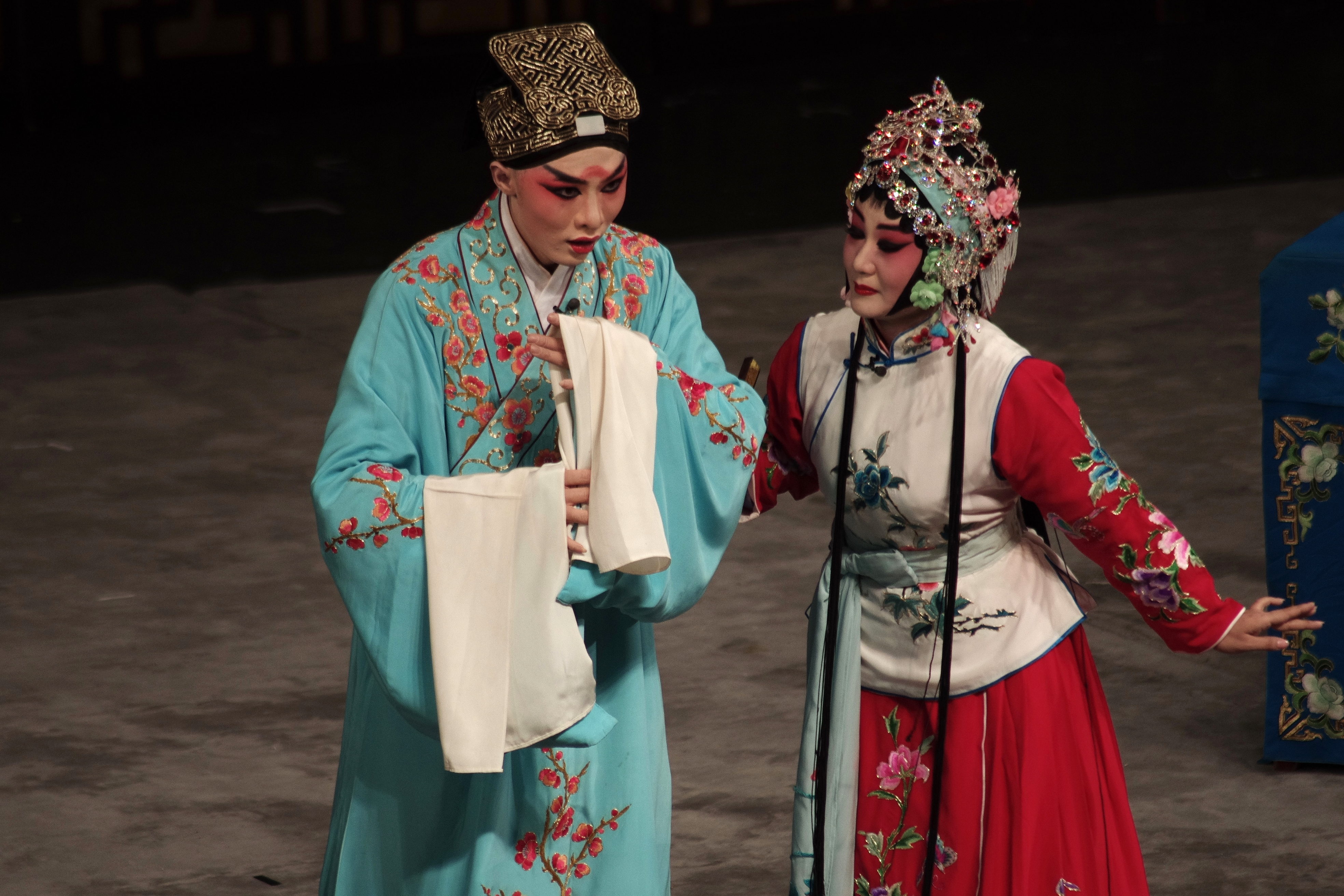
水滸伝

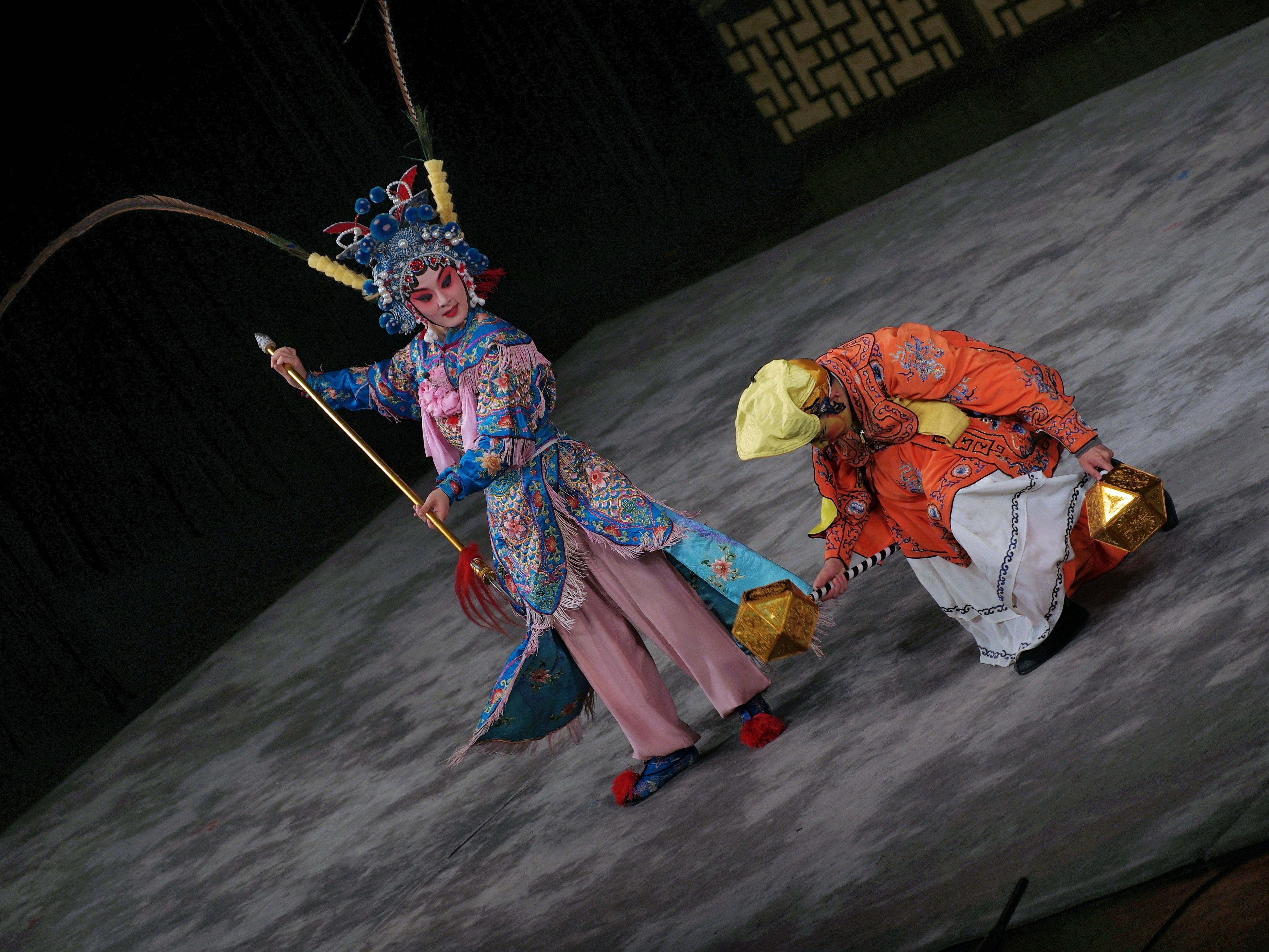
水滸伝

水滸伝を題材にした演目
- 野猪林：林冲
- 李逵探母
- 閻惜嬌
- 艶陽楼
- 時遷盗甲
- 真假李逵
- 通天犀
- 三岔口

### 楊家将
楊家将を題材にした演目。
- 楊四郎探母：鉄鏡公主が、宋へ一旦戻る夫の楊四郎の手助けをする話を演じた物。
- 天門陣
- 打焦賛
- 洪羊洞
- 牧虎関
- 楊六郎探母
- 楊八郎探母
- 佘太君抗婚
- 李陵碑

### 隋唐演義
隋唐演義を題材にした演目。
- 三家店
- 火焼裴元慶
- 鎖五龍
- 羅成叫関
- 断密澗

### 岳飛伝
岳飛を題材にした演目。
- 小商河：槍の名手の楊再興が、敵の計略によって射殺されてしまうまでの話。
- 挑滑車：「猛将」高寵が単身で敵戦車と壮絶な死闘を行う。
- 八大錘

### その他
その他、歴史を題材にした演目。

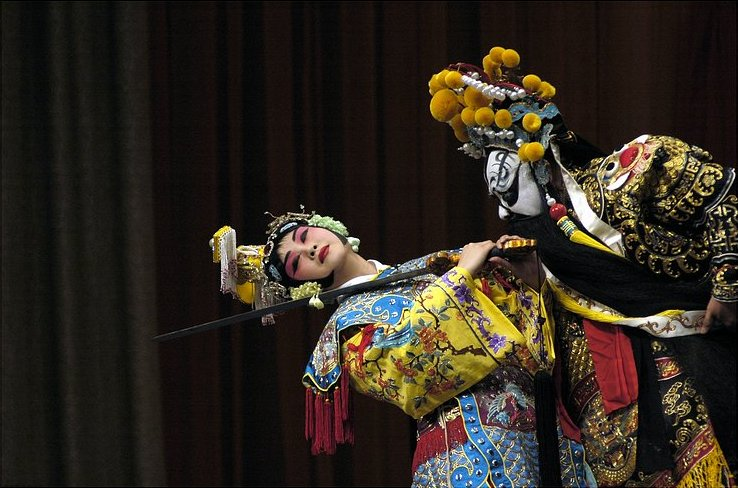
覇王別姫

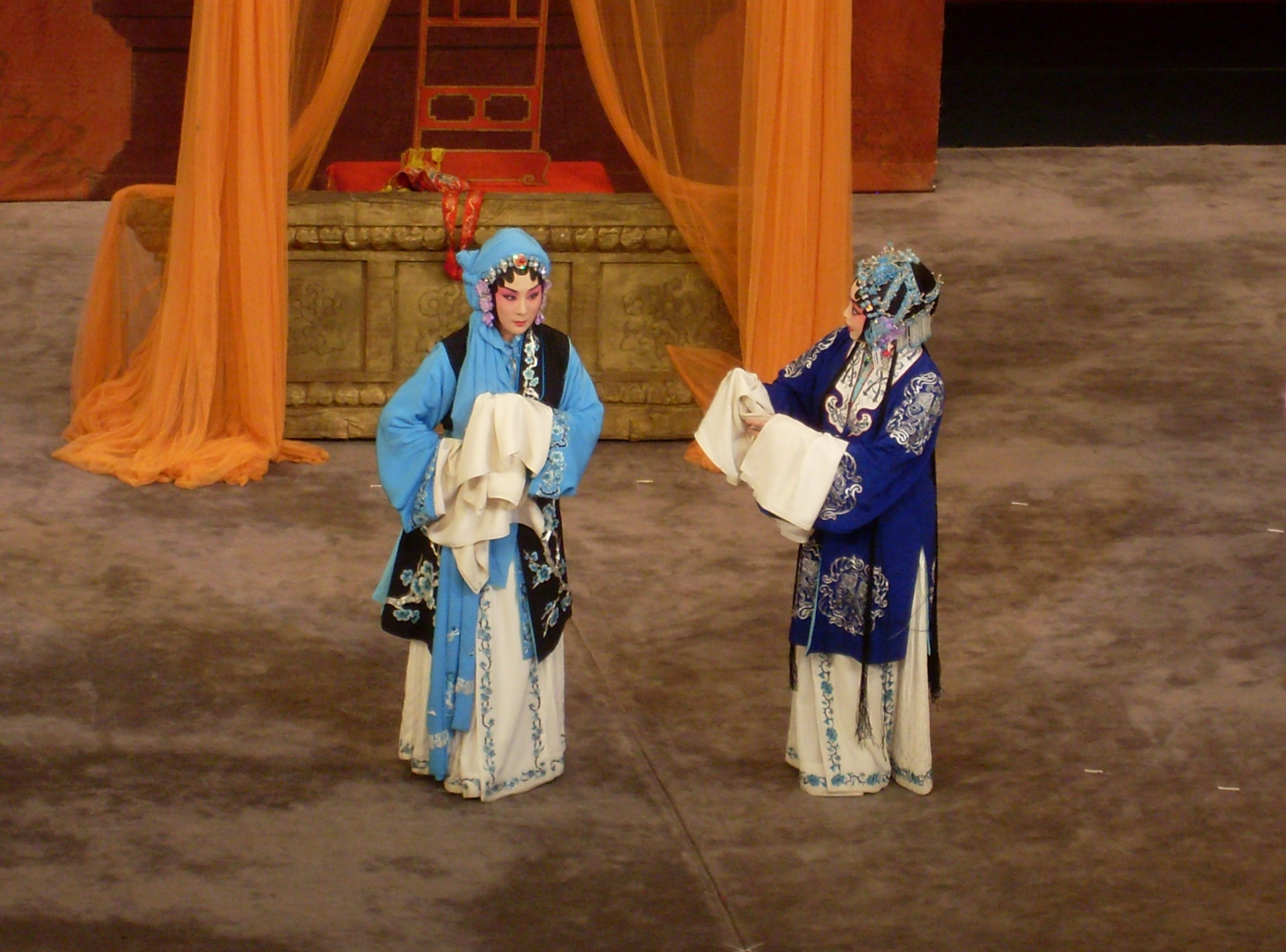
鎖麟嚢

- 鴻門宴：日本では鴻門の会として知られる項羽と劉邦との会談の話。
- 覇王別姫：項羽と虞妃との最期の別れを演じた物。
- 白蛇伝
- 蘭陵王：北斉の蘭陵王高長恭が北周の大軍を破り、味方の城に入城するまでを演じた物。
- 文昭関：「臥薪嘗胆」の故事で知られる伍子胥が手配書の配られた関所を通過するまでを演じた物。
- 鎖麟嚢
- 武家坡

### 新編歴史劇
- 海瑞罷官：民衆のために悪徳官僚を懲罰し没収された土地を民衆に返還したため、地方官僚の陰謀で罷免された正義派官僚海瑞を描いた新作歴史劇。1961年発表、上演。

### 現代京劇
- 智取威虎山：文化大革命時代の革命現代京劇を代表した作品。作家曲波（中国語版）の作品『林海雪原』の一場面を劇化したもの。1940年代後半の人民解放軍と土匪の闘争を描く。21世紀の今日でも上演されるが、今は現代京劇と呼ばれる。
- 党的女児
- 沙家浜
- 杜鵑山

## 主な劇団
- 大連京劇院（劇場：宏済大舞台）
- 中国京劇院
- 北京京劇院
- 上海京劇院
- 梅蘭芳京劇団
- 国立国光劇団（台湾）

ほか